# Галланд (прізвище)
Галланд (нім. Galland) — німецьке прізвище

## Відомі носії
- Брати Галланд
  - Фріц Галланд (1910—?) — німецький офіцер, гауптман резерву авіації.
  - Адольф Галланд (1912—1996)— німецький офіцер, генерал-лейтенант авіації. Кавалер Лицарського хреста Залізного хреста з дубовим листям, мечами та діамантами.
  - Вільгельм-Фердинанд Галланд (1914—1943)— німецький офіцер, майор авіації. Кавалер Лицарського хреста Залізного хреста.
  - Пауль Галланд (1919—1942) — німецький офіцер, лейтенант авіації.